# Давньогрецьке право

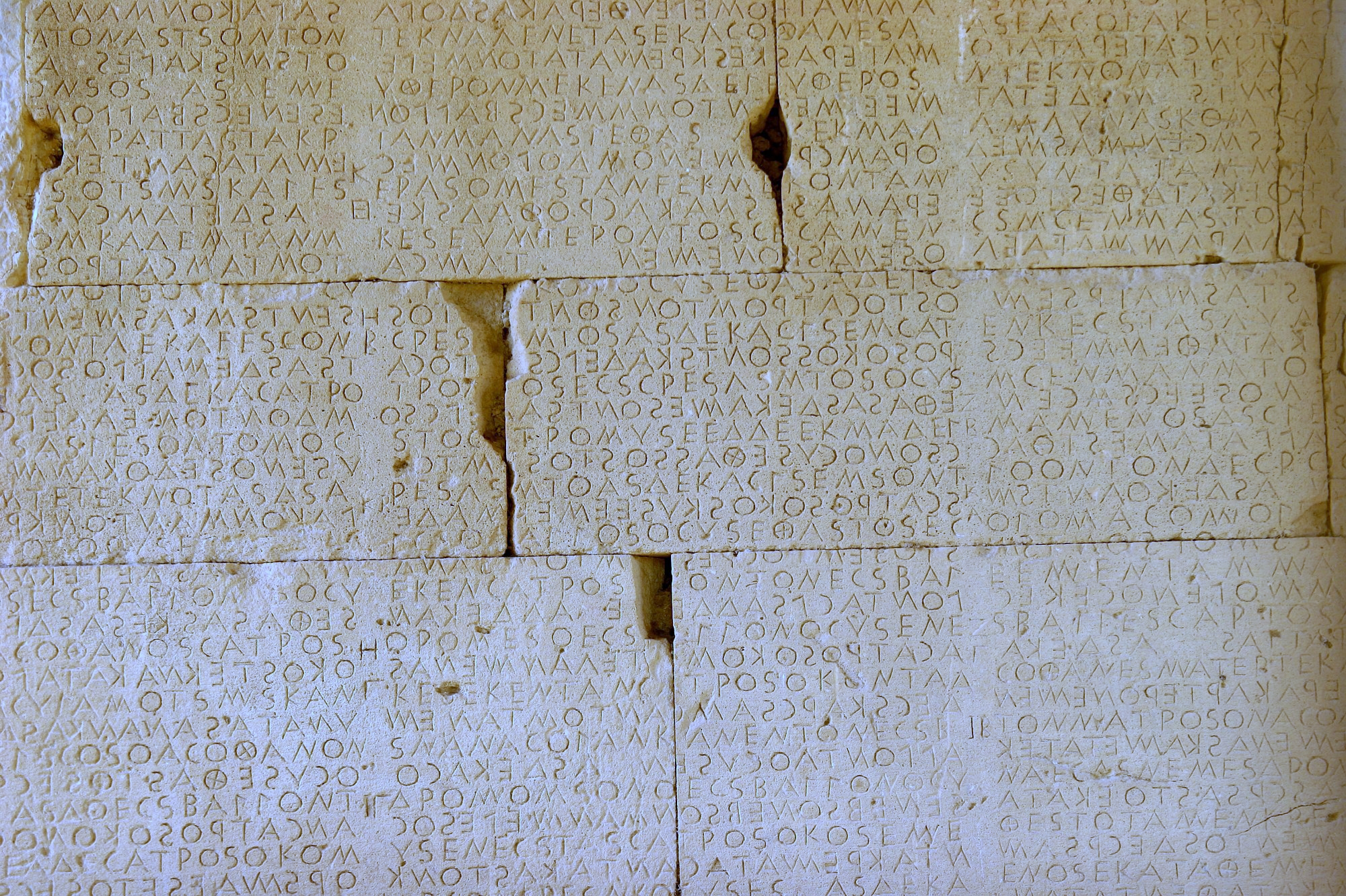
Гортинські закони, Крит

Давньогрецьке право за своїм впливом на подальший розвиток юриспруденції Європи не може йти у порівняння із правом Стародавнього Риму. Не розроблене теоретично грецькими юристами внаслідок роздробленості Греції, воно не набуло значення єдиного грецького права, не вилилося у струнку систему норм, придатну для рецепції іншими країнами. Цим пояснюється і незрівнянно менша частка уваги, яка випала на його долю з боку дослідників права. Законодавство відігравало надзвичайно малу роль у створенні давньогрецького права. Спарта зовсім не мала писаних законів, а Стародавні Афіни хоча і мали їх, але, складені у вельми віддалені часи, в оригіналі до нас не дійшли. Розвинуте грецьке право доби ораторів ніколи не було кодифіковано у більш-менш повному вигляді.

## Дослідження
Усі відомості про давньогрецьке право науковці черпають тільки із уривчастих відомостей про нього у різних давньогрецьких письменників і з написів, які дійшли до нас. Серед перших найважливіші твори ораторів, і між ними особливо виділяються юридичні промови Демосфена. Вони повідомляють низку фактів про сучасний йому стан давньогрецького права та історію права (промова Ісея), цінні відомості переважно про спадкове право (промови Лісія, Ісократв та Есхіна). Платон, Аристотель, Феофраст дають у своїх творах масу відомостей про право Греції, яке корінним чином вплинуло і на їх філософські уявлення про закони.
За філософами і моралістами слідують поети (Гомер, Гесіод, Евріпід, Аристофан), історики (Геродот, Фукідід, Ксенофонт, Полібій) і лексикографи, у яких загалом набагато менше відомостей про право, ніж можна було б очікувати. Головний недолік цих відомостей полягає в тому, що всі вони, за небагатьма винятками — не точна передача норм права, а їх суб'єктивний переказ. Що стосується написів, їх матеріал багатший і позбавлений зазначеного недоліку. Дослідження їх зібрання пожвавило вивчення давньогрецького права, а нові відкриття, подібні, наприклад, Гортинським законам, розкривають невідомі сторінки грецького юридичного життя. Більшість написів — приватні записи різних юридичних угод, тому й охоплюють далеко не усю систему давньогрецького права.

## Особливості права
Практичний сенс греків, жваві торгові стосунки, розвинена промисловість сприяли утворенню в Греції юридичних норм, відмінних від римського типу і в багатьох відношеннях прогресивніших. Серед матеріальних відмінностей давньогрецького права від римського:
- більш м'які форми батьківської влади, що прийняли скоріше характер захисту і заступництва підвладним, ніж справжньої влади;
- визнання синів повноправними разом з повноліттям (див. ефебство);
- незалежний значною мірою майновий стан дружини;
- значно більша близькість общинних форм володіння землею (констатується з достатньою переконливістю в поемах Гомера) доісторичного періоду грецької історії;
- безсумнівний і сильний вплив громадського початку в організації приватної власності, що по відношенню до нерухомості іноді дозодило до заборони продажу спадкових ділянок землі, розділених між сім'ями корінних громадян;
- набагато вільніші, ніж у Римі, форми зобов'язальних відносин, що виражається у перевазі вільного (неформального) договору;
- відсутність або, принаймні, значне обмеження заповідального права;
- низка специфічних юридичних утворень, невідомих Риму, лише пізніше деякі з них реціпіровавшему (наприклад, Іпотека|іпотечна система).

Поряд із матеріальними існує й низка формальних відмінностей:
- відсутність суворої юридичної відмінності між власністю і володінням;
- вільна передача придбаної власності і поряд з тим низка публічних гарантій майнових прав, що досягалося записом угод на мармурових колонах.

Значення цих особливостей не слід перебільшувати, поруч із відмінностями існують й історичні аналогії грецького і римського права. До них відносять постійну опіку жінок і величезний розвиток індивідуалізму у сфері майнових відносин приватних осіб. Тому науковий інтерес вивчення давньогрецького права полягає не у констатації його національних основ, а у вказівці, що в у стародавньому світі можлива була інша комбінація складових елементів правоутворення, і що римське право не може навіть в давнину вважатися типовим представником системи цивільного права.